# Красноторівка (Калінінградська область)
Красноторівка (рос. Красноторовка) — селище Зеленоградського району, Калінінградської області Росії. Входить до складу Красноторовського сільського поселення.
Населення — 610 осіб (2015 рік).

## Населення
| 2002 | 2010 |
| ---- | ---- |
| 639  | ↘610 |